# Wierch Wisełka
Wierch Wisełka (ok. 1197 m n.p.m.) – wyraźne spłaszczenie w głównym grzbiecie Pasma Baraniej Góry i Skrzycznego w Beskidzie Śląskim, ok. 350 m na południe od głównego wierzchołka. Główny zwornik pasma, od którego na północny zachód odbiega boczny grzbiet ze szczytami Równiański Wierch, Przysłop, Przypór i Czarny. Główny grzbiet pasma biegnie w kierunku południowym i po około 400 m rozgałęzia się na dwa ramiona:
- południowo-zachodnie ze szczytem Karolówka;
- południowo-wschodnie ze szczytami Skałka, Wojtasowa Grapa, Motykowa Grapa, Palenica[1].

Mapy i przewodniki podają wysokość Wierchu Wisełka 1192 m, odnosi się ona jednak do węzła szlaków turystycznych.
Przez Wierch Wisełka biegnie granica między miejscowościami Wisła i Kamesznica. Zachodnie stoki należące do Wisły są porośnięte lasem i opada z nich wąski grzbiecik oddzielający potoki Biała Wisełka i Wątrobny. Stoki wschodnie są bezleśne wskutek wielkich wiatrołomów i wyrębów. Nieco poniżej szczytu wypływają z nich dwa potoki: Młynki i Janoszka.

## Szlaki turystyczne
Przez Wierch Wisełka biegnie czerwony Główny Szlak Beskidzki z przełęczy Kubalonki, niebieski ze Zwardonia i zielony z Istebnej – wszystkie na szczyt Baraniej Góry; tu kończy się również czarny szlak z Kamesznicy.